# Будище (Лысянский район)
Бу́дище (укр. Бу́дище) — село в Лысянском районе Черкасской области Украины, центр сельского совета.
Население по переписи 2001 года составляло 611 человек. Почтовый индекс — 19323. Телефонный код — 4749.

## Местный совет
19323, Черкасская обл., Лысянский р-н, с. Будище